# Wojna domowa w Kostaryce
Wojna domowa w Kostaryce – konflikt zbrojny pomiędzy rządem Kostaryki a rebeliantami pod wodzą Joségo Figueresa Ferrery, który rozpoczął się 12 marca 1948 roku.

## Tło konfliktu

### Kostaryka do lat czterdziestych XX wieku
Kostaryka wyróżniała się znacznie pod względem politycznym na tle pozostałych republik Ameryki Centralnej. Od 1882 roku – z krótką przerwą w latach 1917–1919 – władza była przejmowana w sposób pokojowy, na drodze demokratycznych wyborów (choć czasami kontrkandydaci byli zmuszani do ustąpienia w drugiej turze). Spokój polityczny, połączony z licznymi postępowymi reformami wprowadzanymi przez kolejnych prezydentów, zaowocował korzystną sytuacją gospodarczą państwa na tle regionu. Większe problemy ekonomiczne pojawiły się dopiero w następstwie wielkiego kryzysu, pod ich wpływem doszło do rozbicia tradycyjnego podziału politycznego na liberałów i konserwatystów. Z jednej strony wzmocniły się tendencje rasistowskie, a z drugiej rósł w siłę komunistyczny ruch związkowy pod wodzą Manuela Mory. Wybrany w 1936 roku na prezydenta Leon Cortés Castro był jawnym zwolennikiem faszyzmu.

### Rządy Rafaela Guardii i Teodora Michalskiego

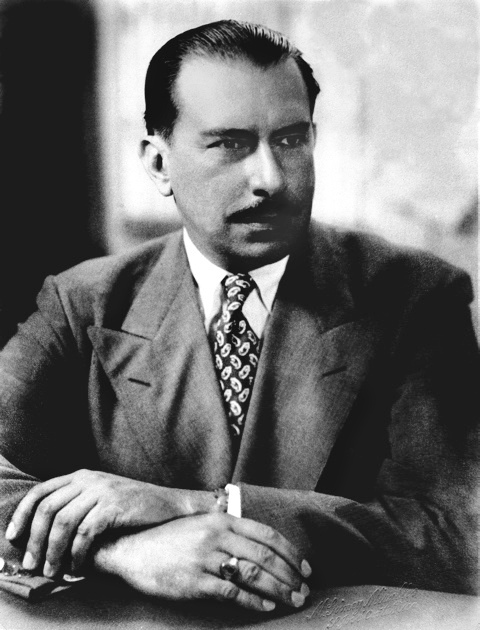
Teodoro Picado Michalski, prezydent Kostaryki przed konfliktem

W 1940 roku prezydenturę objął Rafael Ángel Calderón Guardia z Partii Republikańsko-Narodowej. Skupiał on w swoich rękach coraz większą władzę, mając zagwarantowane wsparcie komunistów (od czerwca 1943 roku Awangarda Ludowa) i episkopatu. Jednocześnie prezydent przeprowadzał liczne reformy socjalne, takie jak wprowadzenie płacy minimalnej, program ubezpieczeń społecznych czy kodeks pracy gwarantujący ochronę interesów robotników. Koszt tych reform był jednak niebagatelny: w 1943 roku, podczas gdy sąsiednie republiki notowały nadwyżki, Kostaryka posiadała 42 procentowy deficyt budżetowy. Zarówno jego sojusz z Manuelem Morą, jak i wprowadzane przez niego reformy spowodowały, że Guardia postrzegany był przez państwa regionu jak i przez część własnych mieszkańców jako komunista.
Zgodnie z konstytucją Guardia nie mógł kandydować w wyborach 1944 roku, wystawił więc wskazanego mu przez komunistów Teodora Picado Michalskiego, który bez problemów został wybrany. Michalski kontynuował politykę Guardii, rozluźnił jednak nieco ograniczenia nałożone na działaczy opozycyjnych.

### Opozycja
Jedną z głównych postaci opozycji antyrządowej był José „Pepe” Figueres Ferrer. Wyedukowany na Massachusetts Institute of Technology, wdrażał na swojej farmie socjalistyczne porządki. Swój stosunek do rządu miał okazję wyrazić w lipcu 1942 roku. W wyniku przeprowadzonego 2 lipca ataku niemieckiego okrętu podwodnego na statek United Fruit Company przeładowywany w Puerto Limón zginęło wielu załogantów. Przywódca komunistów Manuel Mora wykorzystał uroczystości żałobne w celu podżegania do ataku na zamieszkałych w Kostaryce obywateli państw Osi. Figueres zaatakował Calderóna i Morę na antenie radia. Jeszcze w czasie audycji został on aresztowany, a następnie deportowany. Okres wygania spędził w Meksyku, gdzie nawiązał wiele znajomości z przedstawicielami lewicowo-demokratycznych prądów z innych państw Ameryki Łacińskiej. Za prezydentury Picado Michalskiego powrócił do Kostaryki, by w 1945 roku utworzyć Partię Socjaldemokratyczną. Blisko współpracował z liderem opozycji Leónem Castro, a gdy w marcu 1946 roku były prezydent umarł, przejął po nim schedę. Figueres zamierzał doprowadzić do zbrojnego przejęcia władzy przy współdziałaniu opozycjonistów z Nikaragui. Plan ten nie powiódł się. Figueres przyłapany próbie zakupu broni w Meksyku stracił w lutym 1947 roku poparcie większości ugrupowań opozycyjnych.
Opozycyjną postawę przyjmowali poza socjaldemokratami również oligarchowie i przedstawiciele klasy średniej, którzy odczuwali koszty rządowych reform. Część z nich skupiła się w Partii Związku Narodowego. Jej liderem był wydawca Diario de Costa Rica, Otilio Ulate Blanco. Został on wspólnym kandydatem opozycji w wyborach 1948 roku.

### Strajk generalny i wybory 1948 roku
Przełomowym punktem w polityce wewnętrznej Kostaryki były zamieszki w Cartago 20 lipca 1947 roku. Odbywająca się w mieście demonstracja została brutalnie spacyfikowana przez policję – zginęły dwie osoby, a kilkanaście odniosło obrażenia. W kilka dni po tym wydarzeniu został ogłoszony strajk generalny, którego żądania zostały zaakceptowane przez prezydenta. Jedna z obietnic Picado Michalskiego dotyczyła wyborów, które miały odbyć się 8 lutego 1948 roku. O stanowisko ze strony prezydenta ubiegał się ponownie Rafael Calderón Guardia, zaś jego kontrkandydatem był Otillio Ulate Blanco. Już w czasie głosowania pojawiały się informacje o licznych nieprawidłowościach. Podliczenie głosów zajęło komitetowi wyborczemu trzy tygodnie, a gdy podał do wiadomości zwycięstwo opozycjonisty, Kongres, 1 marca, anulował elekcję. Ulate Blanco został aresztowany, a władze ogłosiły zwycięstwo Calderóna Guardii.

## Przebieg

### Zryw opozycji
José Figueres Ferrer opuścił swoją farmę i rozpoczął akcję zbrojną 12 marca 1948 roku, wyzwalając kraj w imieniu założonej przez siebie Junty Założycielskiej Drugiej Republiki (hiszp. Junta Fundadora de la Segunda República). 
Przed atakiem na stolicę zdobył 1 kwietnia Cartgo, pod murami San José stanął zaś 12 kwietnia. Rozpoczęły się negocjacje dotyczące zaprzestania walk, ale gdy 15 kwietnia Picado Michalski i Calderón Guardia chcieli przyjąć warunki „Pepe” Figueresa, zostali zatrzymani i aresztowani przez Manuela Morę. Szturm na stolice rozpoczął się 16 kwietnia i trwał do 24 dnia tego miesiąca, kiedy to rebelianci zajęli miasto. Inna wersja wydarzeń nie wspomina o areszcie domowym, ale o ucieczce Picado Michalskiego i Calderóna Guardii do Meksyku lub Nikaragui 19 kwietnia, co miało zakończyć walki (choć i w tym przypadku wejście do stolicy datowane jest na 24 kwietnia). 
W walkach wzięli również udział przerzuceni z Gwatemali drogą morską członkowie Legionu Karaibskiego, którzy zajęli miasto Limón. Figueres Ferrer otrzymać miał militarne i finansowe wsparcie od rządów Gwatemali i Stanów Zjednoczonych.
W wyniku walk życie postradało 2000 osób.

### Reformy Junty i kontratak

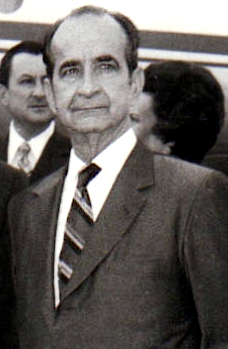
Po zwycięstwie w wojnie domowej José Figueres Ferrer długo stał na czele Partii Wyzwolenia Narodowego (PLN)

W celu umocnienia dokonań rebelii Junta Założycielska Drugiej Republiki, oficjalnie powołana 8 maja 1948 roku, rozpoczęła wdrażanie reform i represjonowanie popleczników dawnego reżimu. Wprowadzono miesięczny stan wyjątkowy i – pod pozorem przeciwdziałania przewrotowi – aresztowano 220 ludzi lewicy. Partia Awangardy Ludowej i niektóre inne ugrupowania lewicowe zostały zdelegalizowane w lipcu.
Rebeliancka Armia Wyzwolenia Narodowego została rozwiązana 1 grudnia. Krok ten zachęcił Calderóna i Michalskiego do próby odzyskania władzy. Uzbrojony przez Antonia Somozę oddział kilkuset ochotników przekroczył granicę nikaraguańsko-kostarykańską 12 grudnia 1948 roku. Brak poparcia w społeczeństwie, jak i ponowna mobilizacja armii kostarykańskiej zniweczyły te plany i atak zatrzymał się już na terytoriach przygranicznych.

## Następstwa
Jeszcze 8 grudnia 1948 roku przeprowadzono wybory do Zgromadzenia Konstytucyjnego. Zakończyły się one zdecydowanym zwycięstwem stronników Otilio Ulate Blanco, którzy zdobyli 33 mandaty, przy 4 mandatach zdobytych przez popleczników Ferrara i 8 przez zwolenników innych partii. Obradujące w takim składzie Zgromadzenie odrzuciło projekt konstytucji przygotowany przez Figueresa Ferrera, aczkolwiek wiele z jego propozycji znalazło się w ostatecznym kształcie dokumentu. Ten uchwalony został w sierpniu 1949 roku. 
Reformy przeprowadzane przez Juntę kontynuowały socjalny kierunek rządów Calderóna Guardii i Picado Michalskiego, opierać się miały na demokratycznych założeniach. Upaństwowiono banki i przedsiębiorstwa energetyczne, podatek od dochodów ustalono na 10 procent, zaś w cenie dóbr luksusowych podatki stanowiły połowę. Ważnym postulatem „Pepe” Figueresa uwzględnionym w konstytucji była likwidacja armii. Zaniepokojeni tą perspektywą oficerowie zbuntowali się jeszcze 2 kwietnia 1949 roku, jednak ich zbrojny protest nie spotkał się z poparciem społeczeństwa i musieli oni ustąpić. 
Figueres Ferrer przekazał 8 listopada 1949 roku władzę w ręce wybranego w 1948 roku Otilio Ulate Blanco. Ten w czasie swojej prezydentury musiał się jeszcze zmagać ze stronnikami Calderóna Guardii, którzy dokonali wiosną 1951 roku serii ataków bombowych. W wyborach 1953 roku zdecydowaną przewagę osiągnął Figueres Ferrer. Po wojnie domowej powróciła tradycja zmiany władzy w sposób pokojowy i konstytucyjny.